# Michel Joly
Pour les articles homonymes, voir Joly.
Michel Joly est un footballeur français né le 19 avril 1949 au Val-d'Ajol (Vosges). Au poste d'arrière central, il débute au FC Nancy avant de montrer son jeu à Valenciennes, Lens et Nice dans les années 1970 et 1980.

## Biographie
Né dans les Vosges, Michel Joly effectue sa formation de footballeur au FC Nancy, en Lorraine.
En 1967, il est envoyé à Valenciennes par son père, qui s'occupe de sa carrière. Dans le Nord, Joly dispute 172 matches, en première et deuxième division. Il part ensuite en 1975 à l'Olympique Avignon, avec qui il connaîtra la relégation, puis au RC Lens deux ans plus tard, après avoir repoussé une offre de l'AS Monaco (futur champion de France).
Titulaire en défense centrale, Joly connaît une nouvelle fois la relégation en D2 avec son club, mais prend part lors de la même saison à la belle aventure européenne du RC Lens (qualifications face à Malmö et la Lazio en Coupe UEFA). Il parvient par la suite à le faire remonter en D1, puis à le maintenir dans l'élite. Il rejoint l'OGC Nice, alors en deuxième division, de 1982 à 1985. Il y finira sa carrière sur une nouvelle accession en D1.

## Palmarès
- Champion de France de D2 en 1972 avec l'US Valenciennes Anzin
- Vice-champion de France de D2 en 1975 avec l'US Valenciennes Anzin, en 1979 avec le RC Lens et en 1985 avec l'OGC Nice

## Statistiques
- 252 matchs et 19 buts en Division 1
- 254 matchs et 15 buts en Division 2
- 6 matchs en Coupe UEFA